# Tulešice
Tulešice település Csehországban, a Znojmói járásban. Tulešice Dolní Dubňany, Horní Dubňany, Čermákovice, Horní Kounice, Rešice, Rybníky és Vémyslice településekkel határos. Lakosainak száma 200 fő (2024. január 1.).

## Népesség
A település lakosságának változását az alábbi diagram mutatja:
| Lakosok száma | 329  | 347  | 346  | 430  | 360  | 173  | 192  | 198  | 193  | 200  |
|               | 1869 | 1900 | 1921 | 1961 | 1980 | 2011 | 2016 | 2019 | 2021 | 2024 |